# 사이다이지초·오카야마게이주쓰소조게키조하레노와마에 정류장
사이다이지초·오카야마게이주쓰소조게키조하레노와마에 정류장(일본어: 西大寺町・岡山芸術創造劇場ハレノワ前停留場, さいだいじちょう・おかやまげいじゅつそうぞうげきじょうハレノワまえていりゅうじょう  사이다이지초·오카야마 예술 창조극장 하레노와 앞 정류장[*])은 일본 오카야마현 오카야마시 기타구 교바시정에 있는, 오카야마 전기궤도 히가시야마 본선의 노면전차 정거장이다. 

## 역 구조
섬식 승강장. 오카야마역 가까이에 접힌 선이 있다.

## 역세권 정보
- 국도 제2호선 (일본)
- 국도 제250호선
- 오카야마현도 27호 오카야마 요시이선
- 오카야마현도 28호 오카야마 우시마도선
- 오카야마 오모테마치 쇼텐가이
- 오카야마 예술 창조극장 하레노와

## 역사
- 1912년 6월 1일: 오시로시타 당역 사이의 개통과 동시에 사이다이지초 정류장으로서 개업.
- 2023년 4월 27일: 오카야마 예술 창조극장 하레노와 개업을 앞두고 사이다이지초·오카야마게이주쓰소조게키조하레노와마에 정류장으로 개칭.

## 인접역
| 오카야마 전기궤도 히가시야마 본선 | 오카야마 전기궤도 히가시야마 본선 | 오카야마 전기궤도 히가시야마 본선 |
| --------------------------------- | --------------------------------- | --------------------------------- |
| 겐초도오리 오카야마역 방면        | ■ 보통                            | 도야마다이가쿠마에 방면           |